# Pygmalion-Effekt
Der Pygmalion-Effekt ist ein psychologisches Phänomen, bei dem sich eine vorweggenommene Einschätzung eines Schülers derart auf seine Leistungen auswirkt, dass sie sich bestätigt. Es geht auf ein Experiment von Robert Rosenthal und Lenore F. Jacobson zurück. Der Name entstammt der mythologischen Figur Pygmalion.
Rosenthal und Jacobson wiesen experimentell nach, dass ein Lehrer, dem suggeriert wird, einige Schüler seien besonders begabt, diese unbewusst so fördert, dass sie am Ende auch tatsächlich ihre Leistungen steigern.

## Das klassische Experiment von Rosenthal und Jacobson
1965 untersuchten die US-amerikanischen Psychologen Robert Rosenthal und Lenore F. Jacobson in einem Feldexperiment die Lehrer-Schüler-Interaktionen an einer Grundschule. Die Schule war dreizügig. Es gab einen schnellen, einen mittleren und einen langsamen Zug. Dies ist bei öffentlichen Grundschulen in den USA nicht selten.
Den Lehrern wurde vorgetäuscht, dass auf der Basis eines wissenschaftlichen Tests die Leistungspotenziale der Kinder eingeschätzt werden sollten. Durch diesen Test würden, so die Schilderung gegenüber den Lehrern, die 20 Prozent Schüler einer Schulklasse identifiziert werden, die kurz vor einem Entwicklungsschub ständen. Bei diesen Bloomers (Aufblühern) oder Spurters (Sprintern) sei im folgenden Schuljahr mit besonderen Leistungssteigerungen zu rechnen. In Wirklichkeit wurden die 20 Prozent der Schüler jedoch ohne Wissen der Lehrer zufällig per Los ausgewählt.
Durch den Test wurde nicht das Leistungspotenzial der Schüler, sondern deren IQ gemessen. Acht Monate nach dem ersten IQ-Test wurde dieser mit allen Schülern der Grundschule wiederholt. Die IQ-Steigerung war bei den zwanzig Prozent der Schüler, deren Leistungssteigerungspotenzial als besonders hoch eingestuft worden war (Experimentgruppe), deutlich größer als bei Schülern, bei denen kein besonderes Leistungssteigerungspotenzial identifiziert worden war (Kontrollgruppe). Weil außer der Information der Lehrer über das vermeintliche Leistungssteigerungspotenzial alle anderen Bedingungen konstant gehalten wurden, kann der einzige Grund für die faktische Leistungssteigerung der Schüler in den Erwartungen der Lehrer gegenüber diesen Schülern gelegen haben.
Nach einem Jahr steigerten die Aufblüher ihren IQ viel stärker als Kinder aus der Kontrollgruppe. Der Effekt war bei Kindern der ersten und zweiten Klasse besonders stark. Die größten IQ-Gewinne wiesen die Schüler des mittleren Zuges der Oak School auf. Insgesamt konnten 45 Prozent der Aufblüher ihren IQ um 20 oder mehr Punkte steigern, und 20 Prozent konnten ihn gar um 30 oder mehr Punkte steigern. Die IQ-Steigerungen waren bei den Kindern am stärksten, die ein besonders attraktives Äußeres hatten. Auffällig war weiterhin, dass der Charakter der so genannten Aufblüher von den Lehrern positiver beurteilt wurde.

## Kritik am klassischen Experiment
Der Psychologe Robert L. Thorndike kritisierte die Methodik der Studie: Die genutzten IQ-Tests seien nicht für jüngere Kinder geeignet. Gerade in dieser Gruppe wurden allerdings die höchsten IQ-Zugewinne gefunden. Außerdem befand sich der durchschnittliche IQ-Wert einer Klasse im Bereich logisches Denken (original: reasoning) auf dem Niveau der geistigen Behinderung (<70). Die beobachtete Verbesserung der Kinder lasse sich allein durch die Regression zur Mitte erklären. Snow (1995) wies darauf hin, dass es 5 Schüler mit unglaubwürdig hohen IQ-Zugewinnen gab (17–110, 18–122, 133–202, 111–208 und 113–211). Wenn man diese Schüler in den Analysen ausschließe, verschwinde der Pygmalion-Effekt.
Verschiedene Replikationen und Metastudien konnten nicht abschließend klären, ob die Erwartungen von Lehrern einen IQ-Zuwachs bei Schülern bedingen können oder nicht. Eine Metastudie zeigt, dass der Effekt insgesamt schwach ist. Der stärkste Effekt tritt in den wenigen Experimenten auf, die in den ersten zwei Wochen des Schuljahres die Erwartungen der Lehrer manipulieren, wenn sie die Schüler also noch nicht gut kennen und einschätzen können. Selbst diese Experimente zeigen allerdings keinen starken Einfluss der Lehrererwartungen auf den IQ der Schüler.

## Vorläufer des Experiments
Das Experiment zum Pygmalion-Effekt wurde inspiriert durch ein Laborexperiment, in dem Robert Rosenthal und Kermit L. Fode nachwiesen, dass die Erwartungen von Versuchsleitern Einfluss auf den Ausgang des Experiments haben. Dieser nachgewiesene Effekt wird in der Sozialpsychologie als Rosenthal-Effekt bezeichnet. Das Pygmalion-Experiment sollte zeigen, dass solche selbsterfüllende Prophezeiungen über die Methodenkritik in der Wissenschaft hinaus relevant sind.

## Ähnliche Experimente
Rosenthals Ergebnisse konnten über viele Jahre und an vielen verschiedenen Schulen repliziert werden. Dabei führten etwa 40 Prozent der Wiederholungen des Experiments zu den erwarteten Ergebnissen. Wenn die Lehrer die Kinder gut kannten und sich schon eigene Vorurteile gebildet hatten, reduzierte sich der Erwartungseffekt.
Nach Heinz Heckhausen tritt der Pygmalion-Effekt nur unter folgenden Bedingungen auf:
1. der Schüler ist ein sogenannter Leistungsverweigerer oder Minderleister, er leistet derzeit also weniger, als ihm seine Fähigkeiten erlauben,
2. der Lehrer hat bislang die Fähigkeiten des Schülers unterschätzt,
3. der Schüler hat die Einschätzung des Lehrers auch übernommen, also internalisiert.

In der Psychiatrie führte der Psychologe David Rosenhan zwischen 1968 und 1973 zu Rosenthal vergleichbare Experimente durch (Rosenhan-Experiment).

## Abgrenzung zu ähnlichen Effekten
Unter Pygmalion-Effekt nach Shaw versteht man, wenn eine Person aus einer unteren Schicht für ein Mitglied der Oberschicht gehalten und entsprechend behandelt wird. Die Bezeichnung geht zurück auf das Theaterstück Pygmalion von George Bernard Shaw. „Sehen Sie, wenn man davon absieht, was ein jeder sich leicht aneignet: sich anziehen, richtige Aussprache und so weiter, dann besteht der Unterschied zwischen einer Dame und einem Blumenmädchen wahrhaftig nicht in ihrem Benehmen, sondern darin, wie man sich gegen sie benimmt.“
Der Pygmalion-Effekt ist zu unterscheiden von ähnlichen sich selbst erfüllenden Prophezeiungen, wobei die Unterscheidung empirisch oft nicht sauber möglich ist, sofern die Effekte überhaupt messbar sind. Erfolgt die Verhaltensanpassung nicht im Rahmen einer asymmetrischen Beziehung zu einer konkreten, mit besonderer Autorität ausgestatteten Bezugsperson (z. B. Versuchsleiter, Vorgesetzter, Lehrer, Arzt), sondern in Reaktion auf allgemeine gesellschaftliche Vorurteile, spricht man vom Andorra-Effekt.
Ein Sonderfall des Pygmalion-Effekts, bei dem die durch die Erwartungen einer Autoritätsperson (Vorgesetzter) gesteigerte eigene Erwartung einer Person an sich selbst als entscheidender, vermittelnder Faktor betrachtet wird, wird als Galatea-Effekt bezeichnet. Bei einer negativen selbsterfüllenden Erwartung spricht man auch vom Golem-Effekt.
Neuere Ansätze, welche in den letzten Jahren zunehmend in den Fokus (vor allem neuro-) wissenschaftlicher Untersuchungen rücken, führen (u. a.) die o. a. Phänomene auf die Wirkung aktiver (expliziter oder impliziter) Stereotype zurück.